# 木内佳市
木内 佳市（きうち かいち、1921年12月18日 - ）は、日本の会計学者。大阪大学名誉教授。

## 略歴
宮崎県生まれ。神戸商業大学卒。平井泰太郎門下。1959年「減価償却論」で、大阪大学より経済学博士の学位を取得。名古屋大学講師、大阪大学法経学部助教授、改組により大阪大学経済学部助教授、教授、1985年定年退官となり名誉教授、追手門学院大学教授を経て、1990年京都学園大学学長となった。

## 著書
- 『減価償却論』同文館 1957
- 『企業会計の一般原則概説』税務経理協会 1969
- 『最新財務諸表論』中央経済社 1969
- 『要説財務諸表論』同文館出版 1972

### 共編著
- 『実践企業会計原則』横山和夫共著 税務経理協会 1967
- 『要約会計諸則』横山和夫共著 税務経理協会 1967
- 『実践商法会計』横山和夫共著 税務経理協会 1968
- 『体系企業会計諸則事典』横山和夫共編 税務経理協会 1969
- 『財務諸表論総合演習』編著 中央経済社 1970
- 『財務諸表論完成演習』編著 中央経済社 1972
- 『予算管理』編 同文館出版 体系管理会計 1974
- 『財務諸表論問題演習』編著 中央経済社 1975
- 『財務診断基礎講座』青木茂男共編 同友館 1975
- 『簿記概論』清水哲雄共著 同文館出版 1976
- 『会計情報の基礎研究』石原俊彦,林隆敏,山口忠昭,岸牧人共著 同文館出版 京都学園大学ビジネスサイエンス研究所叢書 1996

### 翻訳
- フランス国家会計委員会編『標準会計制度』中村宣一朗共訳 ミネルヴァ書房 1962
- R.N.アンソニー『管理会計』長浜穆良共訳編 日本生産性本部 アメリカ経営学大系 1963

### 記念論文集
- 『会計および会計管理の研究』木内佳市先生還暦記念事業会編 同文館出版 1982

## 論文
- <木内佳市